# Wilhelm Ludwig Dietz

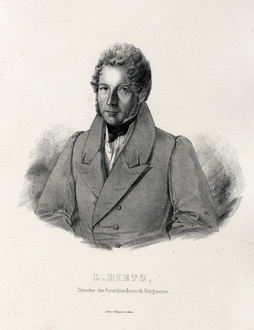
Wilhelm Ludwig Dietz

Wilhelm Ludwig Dietz (* 1785 in Karlsruhe; † 8. April 1837 ebenda) war ein badischer Ministerialbeamter und Direktor der Vereinigten Forsten und Bergwerke.

## Leben
Wilhelm Ludwig Dietz studierte ab 1808 Rechtswissenschaften an der Universität Heidelberg und wurde 1810 einer der Mitstifter des Corps Suevia Heidelberg. Dietz trat in den badischen Verwaltungsdienst ein und wurde 1813 Steuerrevisor in Lörrach. 1816 wurde er Kreisrat in Freiburg im Breisgau. 1832 war er Finanz-Ministerialrat in Karlsruhe und Direktor der neu geschaffenen Sonderbehörde der Vereinigten Forsten und Bergwerke in Baden, die für die Verwaltung der Domanialforsten des Großherzogtums und die zahlreichen Bergwerke im Odenwald und im Schwarzwald zuständig wurde. Sein Nachfolger wurde Gustav Adolph von Rutschmann.